# Norma Donaldson
Norma C. Donaldson (18 de agosto de 1928 – 22 de noviembre de 1994) fue una actriz y cantante estadounidense, reconocida por interpretar a Miss Adelaide en la obra de 1976 Guys and Dolls y a Lillie Belle Barber en la serie de televisión The Young and the Restless, personaje que encarnó desde 1990 hasta su fallecimiento en 1994.
Donaldson murió de cáncer el 22 de noviembre de 1994 en el Hospital Cedars Sinai en Los Ángeles. Tenía 66 años.

## Filmografía

### Cine
| Año  | Título                      | Papel          | Notas         |
| ---- | --------------------------- | -------------- | ------------- |
| 1956 | The Baby and the Battleship | Dra. Bryce     | No acreditada |
| 1972 | Across 110th Street         | Gloria Roberts |               |
| 1974 | Willie Dynamite             | Honey          |               |
| 1980 | 9 to 5                      | Betty          |               |
| 1983 | Staying Alive               | Fatima         |               |
| 1988 | The Unholy                  | Abby           |               |
| 1990 | House Party                 | Mildred        |               |
| 1991 | The Five Heartbeats         | Sra. Sawyer    |               |
| 1993 | Poetic Justice              | Tía May        |               |

### Televisión
| Año       | Título                     | Papel                | Notas            |
| --------- | -------------------------- | -------------------- | ---------------- |
| 1975      | Good Times                 | Sra. Baker           | 1 episodio       |
| 1975      | The Jeffersons             | Dale Parker          | 1 episodio       |
| 1977      | All in the Family          | Sra. Watson          | 1 episodio       |
| 1978      | What's Happening!!         | Sra. Miller          | 1 episodio       |
| 1978      | Watch Your Mouth           | Sra. Littlejohn      | 1 episodio       |
| 1979      | Archie Bunker's Place      | Sra. Watson          | 1 episodio       |
| 1980      | Willow B: Women in Prison  | Sra. McCallister     | Telefilme        |
| 1981      | Inmates: A Love Story      | Lila                 | Telefilme        |
| 1982      | CHiPs                      | Sra. Schoonover      | 1 episodio       |
| 1982      | Farrell for the People     | Sra. Grey            | Telefilme        |
| 1983      | Intimate Agony             | Dra. Bryce           | Telefilme        |
| 1987      | General Hospital           | Dra. Pauline Ravelle |                  |
| 1989      | Thirtysomething            | Bernice              | 1 episodio       |
| 1989      | Matlock                    | Shirley Taylor       | 1 episodio       |
| 1990–1994 | The Young and the Restless | Lillie Belle Barber  | Papel recurrente |